# Alfred Sant
Alfred Sant   (Pietà, 28 de febrer de 1948) és un polític i novel·lista maltès. Va dirigir el Partit Laborista de 1992 a 2008 i va exercir com a primer ministre de Malta entre 1996 i 1998 i com a líder de l'oposició de 1992 a 1996 i de 1998 a 2008. Va ser escollit eurodiputat en les legislatures 2014-2019 i 2019-2023.
Sant és un escriptor i dramaturg consolidat i ha publicat diversos llibres.

## Biografia

### Estudis i carrera
Sant es va graduar a la Universitat de Malta com a Llicenciat en Ciències Físiques i Matemàtiques el 1967 i com a Màster en Ciències Físiques l'any següent. Va estudiar administració pública l'any 1970 a l'Institut International d'Administration Publique de l'École Nationale d'Administration (ENA) de París.
Sant va exercir com a segon, i després primer secretari de la Missió de Malta a les Comunitats Europees a Brussel·les entre 1970 i 1975, quan va renunciar per cursar estudis a temps complet als EUA. Va completar un Màster en Gestió d'Empreses (amb honors) a la Boston University Graduate School of Management el 1976 i es va graduar un Doctor en Administració d'Empreses a la Harvard Business School el 1979.
El primer càrrec polític de Sant amb el Partit Laborista va ser com a president del seu Departament d'Informació (1982–92) i de la Fundació Guze Ellul Mercer del Partit Laborista de Malta i la Unió General de Treballadors.
Sant es va presentar per primera vegada a les eleccions legislatives de 1987. Tot i que no va tenir èxit, va ser cooptat al Parlament més tard aquell any. El 1992, arran de la dimissió de Karmenu Mifsud Bonnici, va ser escollit com a líder del partit.

### Primer ministre (1996-98)
El Partit Laborista va guanyar les eleccions d'octubre de 1996 amb Sant de cap de llista que va fer campanya per l'eliminació de l'Impost sobre el Valor Afegit (IVA) introduït el 1995 com un pas impopular però necessari cap a l'adhesió a la UE. Un any després de la presa de possessió, el govern va substituir l'IVA per un impost indirecte similar, l'Impost de Duanes i IIEE (CET). El govern també va congelar la sol·licitud d'adhesió de Malta a la UE, que havia estat presentada per l'anterior govern del Partit Nacionalista.
El mandat de Sant com a president del govern només va durar 22 mesos. Amb només una majoria d'un escó al Parlament, el Govern era vulnerable a les amenaces de l'antic primer ministre i líder laborista Dom Mintoff. L'estiu de 1998, una disputa amb Mintoff per una concessió costanera a una empresa privada va fer que el govern fos derrotat en la moció de cessió del terreny. Sant va sentir que la majoria parlamentària del govern estava compromesa i va demanar al president que dissolgués la Cambra. En les posteriors eleccions anticipades celebrades el setembre de 1998, el Partit Laborista va ser derrotat.

### Referèndum i eleccions de 2003
El Partit Nacionalista, de nou al poder, va reactivar la candidatura de Malta per adherir-se a la UE. Alfred Sant es va mantenir com a líder de l'oposició i va fer campanya contra l'adhesió de Malta a la Unió Europea.
De cara al referèndum d'adhesió a la UE del març del 2003, Sant també va criticar el que va anomenar un "referèndum simulat" insistint que només unes eleccions generals resoldrien la qüestió de l'adhesió a la UE. Va demanar als seguidors laboristes que votessin No, s'abstinguessin o invalidessin el seu vot. Ell mateix es va abstenir. El Sí va guanyar el referèndum en un 54% amb una participació superior al 90%, però Sant va afirmar que això era menys de la meitat de tots els votants. Sobre la base d'aquesta interpretació "desconcertada", ambdues parts reclamaven la victòria als carrers. Davant la manca de consens sobre la interpretació del resultat, el primer ministre Eddie Fenech Adami va demanar al president la dissolució del Parlament i la convocatòria de noves eleccions. Aquestes es van celebrar a l'abril de 2003 i el Partit Laborista va tornar a ser derrotat a les urnes.
Sant va presentar la seva dimissió com a líder del partit. No obstant això, va tornar a presentar-se a les eleccions com a líder del partit, que va ser impugnat per altres dos candidats al càrrec, John Attard Montalto i Angelo Farrugia. Sant va ser reelegit líder del partit amb el 66% dels vots emesos pels delegats del Partit Laborista i va tornar a liderar-lo

### Eleccions generals de 2008
A les eleccions generals malteses de 2008, Sant va ser derrotat per tercera vegada consecutiva, aquesta vegada per Lawrence Gonzi, amb un petit marge de només 1.580 vots. Després de la pèrdua de les eleccions, Sant va dimitir com a líder del Partit Laborista el 10 de març de 2008, i com a líder de l'oposició el 5 de juny de 2008. Va ser succeït com a líder del partit per Joseph Muscat i com a líder de l'oposició per Charles Mangion. Va conservar el seu escó parlamentari.

### Eleccions al Parlament Europeu de 2014
Sant va anunciar que es presentaria com a candidat del Partit Laborista a les eleccions al Parlament Europeu de 2014, malgrat la seva oposició anterior a l'adhesió de Malta a la UE. Va rebre 48.739 vots aconseguint més vots que qualsevol altre candidat. Va ser reelegit el 2019.

## Obres literàries i periodisme
Alfred Sant també és un novel·lista, contes i dramaturg consolidat i prolífic. Les seves obres publicades inclouen obres de teatre, contes, novel·les i no ficció.